# Локотков, Алексей Дмитриевич
Алексей Дмитриевич Локотков — советский военный и государственный деятель, полковник.

## Биография
Родился в 1907 году в Харькове. Член КПСС.
Окончил Военно-политические курсы в Москве, курсы при ВАММ, курсы при ВА БТиМВ.
В 1929—1941 — командир отделения 37-го Астраханского кавалерийского полка 7-й Самарской дивизии, командир взвода и батареи 41-го артиллерийского полка, командир артиллерийского взвода и батареи, помощник начальника штаба 28-го механизированного полка 28-й кавалерийской дивизии, начальник штаба 30-го танкового полка 9-й кавалерийской дивизии.
Участник Великой Отечественной войны: командир 30-го танкового полка, командир батальона 27-го танкового полка 27-й танковой бригады, командир 78-й танковой бригады, старший преподаватель тактики при Резервном полку в Москве, командир 149-й резервной танковой бригады, командир 16-го танкового полка, заместитель командира 236-й танковой бригады, врид командира 47-й механизированной бригады 1-го Прибалтийского фронта, заместитель командира 22-й самоходно-артиллерийской бригады, заместитель командующего БТиМВ 8-й гвардейской армии по артиллерии 1-го Белорусского фронта.
В 1947—1953 — заместитель командира 25-го отдельного кадрового танкового полка, командир 25-й танковой дивизии, заместитель командира 22-й механизированной дивизии, заместитель командующего БТиМВ по самоходной артиллерии Московского военного округа.
В отставке с 1953 года.
Умер в 1960 году.

## Награды
- Орден Красного Знамени (дважды)
- Орден Александра Невского
- Орден Отечественной войны I степени
- Орден Отечественной войны II степени
- Орден Красной Звезды
- Орден Virtuti Militari V класса